# باشگاه ورزشی اروپا
باشگاه ورزشی اروپا (به انگلیسی: Club Esportiu Europa) یک باشگاه فوتبال اسپانیایی است که در منطقه گراسیا از شهر بارسلون واقع است. باشگاه در سال ۱۹۰۷ تأسیس شد و برای فصل ۲۲–۲۰۲۱ در گروه ۳ از دسته سگوندا دیویسیون آر.اف.ای.اف رقابت می‌کند. زمین نو ساردنیا با ظرفیت ۷٬۰۰۰ صندلی، میزبان بازی‌های خانگی این تیم است.
باشگاه، بیشتر با تیم فوتبال آن شناخته می‌شود که در سال ۱۹۲۹، همراه با دو باشگاه همشهری‌اش، بارسلونا و اسپانیول، از موسسان لا لیگا بود و در اواخر دهه ۱۹۹۰، با غلبه بر بارسلونا در دو فینال متوالی، قهرمان کوپا کاتالونیا شد.
این باشگاه همچنین یکی از قدیمی‌ترین تیم‌های بسکتبال را در اسپانیا اداره می‌کند که در ۸ دسامبر ۱۹۲۲، در اولین بازی بسکتبال برگزار شده در کشور، میزبان لایتا بود. در دهه ۱۹۲۰، این تیم بسکتبال، قهرمان دو دوره از رقابت‌های قهرمانی کاتالان شد.

## تاریخچه

### پیشینه
- باشگاه ورزشی اروپا[ت] – (۱۹۳۱–۱۹۰۷)
- باشگاه فوتبال کاتالونیا[ث] – (۱۹۳۲–۱۹۳۱)
- باشگاه ورزشی اروپا[ج] – (۱۹۸۵–۱۹۳۲)
- باشگاه ورزشی اروپا[چ] – (–۱۹۸۵)

### ریشه‌ها

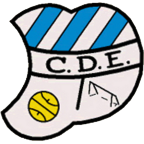
باشگاه ورزشی اروپا (طرح قدیمی)

باشگاه ورزشی اروپا در ۵ ژوئن ۱۹۰۷، پس از ادغام دو باشگاه مادرید د بارسلونا و پرووانسال تاسیس شد. در فصل ۱۹۱۸/۱۹۱۹، تیم فوتبال در دسته بی از رقابت‌های قهرمانی کاتالونیا قهرمان شد. پس از غلبه بر باشگاه ورزشی جوپیتر با نتایج ۳–۱ و ۴–۰ در بازی پلی‌آف برای عنوان قهرمانی، سپس اتلتیک سابادل  را با نتیجه ۷–۰ در بازی رفت و ۹–۰ در بازی برگشت در بازی پلی‌آف صعود شکست دادند.

### عصر طلایی
در طول دهه ۱۹۲۰، پس از بارسلونا، اروپا به عنوان دومین تیم قدرتمند کاتالونیا ظاهر شد. در هر دو سال ۱۹۲۱ و ۱۹۲۲، نایب قهرمان کمپیونات دِ کاتالونیا شدند و در سال ۱۹۲۳ با مربیگری رالف کربی قهرمانی این رقابت‌ها را به دست آوردند. پس از تساوی در امتیازات با بارسلونا، سپس در پلی‌آف قهرمانی، آنها را با یک گل شکست دادند.
متعاقباً نماینده کاتالونیا در کوپا دل ری ۱۹۲۳ شدند و پس از پیروزی در برابر سویا و اسپورتینگ خیخون در دورهای اولیه، در فینال به مصاف اتلتیک بیلبائو در ورزشگاه لس کورتس رفتند، اما جام را با یک گل واگذار کردند. به دنبال این نتایج، کربی در فصل ۲۶–۱۹۲۵ به مربیگری بارسلونا رسید.
اروپا مجدداً در سال‌های ۱۹۲۴، ۱۹۲۷، ۱۹۲۸ و ۱۹۲۹ به عنوان نایب قهرمانی در کامپیونات دِ کاتالونیا دست یافت.
در سال ۱۹۲۸، آمار و نتایج چشمگیرشان سبب شد تا از آنها برای پیوستن به اولین فصل از لا لیگا دعوت شود. آنها سه فصل را در لیگ برتر گذراندند: ۱۹۲۸/۲۹، ۱۹۲۹/۳۰ و ۱۹۳۰/۳۱. در سال ۱۹۳۱، با وجود بازگشت رالف کربی به نیمکت مربیگری تیم، به سگوندا دیویسیون سقوط کردند.

### فروپاشی
در سال ۱۹۳۱ پس از میلاد اروپا با باشگاه فوتبال گراسیا که قبلاً با نام باشگاه فوتبال اسپانیا دِ بارسلونا شناخته می‌شد، ادغام شد و برای مدت کوتاهی به عنوان باشگاه فوتبال کاتالونیا شناخته شد. با این حال، این ادغام موفقیت‌آمیز نبود و در طول فصل ۱۹۳۱/۳۲ کاتالونیا، با سه بازی مانده به پایان فصل، به دلایل مالی نتوانست لیست بازی‌های خود را تکمیل کند. در نتیجه، پانزده بازی آنها در سگوندا دیویسیون لغو شد و تیم به ترسرا دیویسیون سقوط کرد. سپس، نام باشگاه در سال ۱۹۳۲ به همان نام باشگاه ورزشی اروپا بازگشت.

### سگوندا دیویسیون
در اواخر دهه ۱۹۵۰ و ۱۹۶۰ باشگاه، احیای کوتاه‌مدتی داشت. پس از دو بار قهرمانی در جام موسکاردو، که رقابتی برای تیم‌های کاتالانی حاضر در دسته ترسرا دیویسیون بود، در هر دو فصل ۱۹۶۱/۶۲ و ۱۹۶۲/۶۳، قهرمان ترسرا دیویسیون شدند. در موقعیت دوم، آنها موفق شدند به سگوندا دیویسیون صعود کنند. پس از پنج سال و در فصل ۱۹۶۷/۶۸، بار دیگر به ترسرا سقوط کردند.
در فصل ۸۶–۱۹۸۵ واژه اسپانیایی دپورتیوو جایگزین اسپورتیو در نام باشگاه شد.

### کوپا کاتالونیا
در دو فینال سال‌های ۱۹۹۷ و ۱۹۹۸، اروپا با غلبه بر بارسلونا، قهرمان کوپا کاتالونیا شد. در فینال ۱۹۹۷ بارسلونایی را شکست دادند که هدایت آن در دستان بابی رابسون بود و ستارگانی چون آمور و استویچکوف را در ترکیب خود داشت. در فینال سال ۱۹۹۸، تیم‌ پرستاره بارسلونا با ترکیب آمور، سرجی، ایوان د لا پنیا، فرناندو کوتو، خوان آنتونیو پیزی و مایکل ریزیگر را در مینی استادی با تساوی ۱–۱ متوقف کردند و با پیروزی ۴–۳ در ضربات پنالتی، جام را به دست آوردند. اروپا در فصل ۱۵–۲۰۱۴، پس از شکست دادن خیرونا در فینال با نتیجه ۲–۱، سومین جام در این رقابت‌ها را به دست آورد.

## ورزشگاه

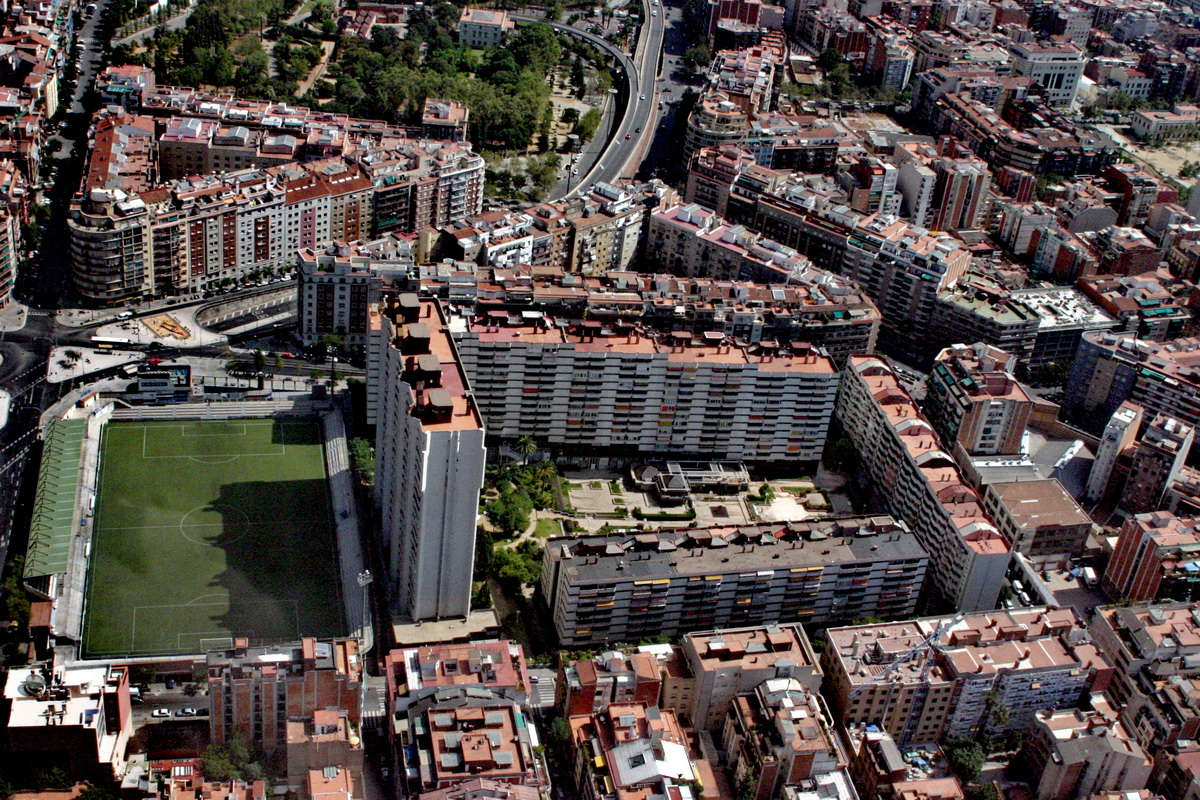
ورزشگاه نو ساردنیا، نمایی دیگر

اروپا، بازی‌های خانگی‌اش را در نو ساردنیا برگزار می‌کند. این ورزشگاه ۷۰۰۰ نفر صندلی ظرفیت دارد که ۱۰۰۰ صندلی از آن در جایگاه مسقف است. ابعاد زمین نو ساردنیا که در ۱ دسامبر ۱۹۴۰ افتتاح شد، ۱۰۰×۶۳ متر است.

## عملکرد فصل به فصل
| فصل     | سطح | دسته      | رتبه | کوپا‌دل‌ری |
| ------- | --- | --------- | ---- | -------- |
| ۱۹۲۹    | ۱   | لا لیگا   | ۸ام  | ۱/۱۶ ن.  |
| ۳۰–۱۹۲۹ | ۱   | لا لیگا   | ۹ام  | ۱/۱۶ ن.  |
| ۳۱–۱۹۳۰ | ۱   | لا لیگا   | ۱۰ام |          |
| ۳۲–۱۹۳۱ | ۲   | سگوندا    | ۱۰ام |          |
| ۴۱–۱۹۴۰ | ۴   | ۱.منطقه.A | ۹ام  |          |
| ۴۲–۱۹۴۱ | ۴   | ۱.منطقه.B | ۱۲ام |          |
| ۴۳–۱۹۴۲ | ۴   | ۱.منطقه.B | اول  |          |
| ۴۴–۱۹۴۳ | ۴   | ۱.منطقه.A | دوم  |          |
| ۴۵–۱۹۴۴ | ۴   | ۱.منطقه.A | ۷ام  |          |
| ۴۶–۱۹۴۵ | ۴   | ۱.منطقه.A | ۸ام  |          |
| ۴۷–۱۹۴۶ | ۴   | ۱.منطقه.A | ۱۰ام |          |
| ۴۸–۱۹۴۷ | ۴   | ۱.منطقه.A | ۶ام  |          |
| ۴۹–۱۹۴۸ | ۴   | ۱.منطقه.A | ۱۱ام |          |
| ۵۰–۱۹۴۹ | ۴   | ۱.منطقه.A | ۸ام  |          |
| ۵۱–۱۹۵۰ | ۴   | ۱.منطقه.A | اول  |          |
| ۵۲–۱۹۵۱ | ۳   | ۳ª        | ۹ام  |          |
| ۵۳–۱۹۵۲ | ۳   | ۳ª        | ۵ام  |          |
| ۵۴–۱۹۵۳ | ۳   | ۳ª        | ۴ام  |          |
| ۵۵–۱۹۵۴ | ۳   | ۳ª        | ۹ام  |          |
| ۵۶–۱۹۵۵ | ۳   | ۳ª        | ۴ام  |          |

| فصل     | سطح | دسته     | رتبه | کوپا‌دل‌ری |
| ------- | --- | -------- | ---- | -------- |
| ۵۷–۱۹۵۶ | ۳   | ۳ª       | ۴ام  |          |
| ۵۸–۱۹۵۷ | ۳   | ۳ª       | ۳ام  |          |
| ۵۹–۱۹۵۸ | ۳   | ۳ª       | ۵ام  |          |
| ۶۰–۱۹۵۹ | ۳   | ۳ª       | ۱۰ام |          |
| ۶۱–۱۹۶۰ | ۳   | ۳ª       | ۵ام  |          |
| ۶۲–۱۹۶۱ | ۳   | ۳ª       | اول  |          |
| ۶۳–۱۹۶۲ | ۳   | ۳ª       | اول  |          |
| ۶۴–۱۹۶۳ | ۲   | سگوندا   | ۳ام  | دور ۱    |
| ۶۵–۱۹۶۴ | ۲   | سگوندا   | ۱۳ام | دور ۱    |
| ۶۶–۱۹۶۵ | ۲   | سگوندا   | ۱۴ام | ۱/۱۶ ن.  |
| ۶۷–۱۹۶۶ | ۲   | سگوندا   | ۶ام  | ۱/۸ ن.   |
| ۶۸–۱۹۶۷ | ۲   | سگوندا   | ۱۴ام |          |
| ۶۹–۱۹۶۸ | ۳   | ۳ª       | ۶ام  |          |
| ۷۰–۱۹۶۹ | ۳   | ۳ª       | ۴ام  |          |
| ۷۱–۱۹۷۰ | ۳   | ۳ª       | ۵ام  |          |
| ۷۲–۱۹۷۱ | ۳   | ۳ª       | ۱۶ام |          |
| ۷۳–۱۹۷۲ | ۳   | ۳ª       | ۱۰ام |          |
| ۷۴–۱۹۷۳ | ۳   | ۳ª       | ۱۸ام |          |
| ۷۵–۱۹۷۴ | ۴   | ب.منطقه. | ۴ام  |          |
| ۷۶–۱۹۷۵ | ۴   | ب.منطقه. | ۶ام  |          |

| فصل     | سطح | دسته     | رتبه | کوپا‌دل‌ری |
| ------- | --- | -------- | ---- | -------- |
| ۷۷–۱۹۷۶ | ۴   | ب.منطقه. | اول  |          |
| ۷۸–۱۹۷۷ | ۴   | ۳ª       | ۱۱ام |          |
| ۷۹–۱۹۷۸ | ۴   | ۳ª       | ۱۷ام |          |
| ۸۰–۱۹۷۹ | ۴   | ۳ª       | ۱۶ام |          |
| ۸۱–۱۹۸۰ | ۴   | ۳ª       | ۱۷ام |          |
| ۸۲–۱۹۸۱ | ۴   | ۳ª       | ۱۳ام |          |
| ۸۳–۱۹۸۲ | ۴   | ۳ª       | ۱۱ام |          |
| ۸۴–۱۹۸۳ | ۴   | ۳ª       | ۶ام  |          |
| ۸۵–۱۹۸۴ | ۴   | ۳ª       | ۴ام  |          |
| ۸۶–۱۹۸۵ | ۴   | ۳ª       | ۱۵ام |          |
| ۸۷–۱۹۸۶ | ۵   | ب.منطقه. | ۱۲ام |          |
| ۸۸–۱۹۸۷ | ۵   | ب.منطقه. | ۵ام  |          |
| ۸۹–۱۹۸۸ | ۵   | ب.منطقه. | دوم  |          |
| ۹۰–۱۹۸۹ | ۴   | ۳ª       | ۵ام  |          |
| ۹۱–۱۹۹۰ | ۴   | ۳ª       | ۱۳ام |          |
| ۹۲–۱۹۹۱ | ۴   | ۳ª       | ۱۶ام |          |
| ۹۳–۱۹۹۲ | ۴   | ۳ª       | ۱۴ام |          |
| ۹۴–۱۹۹۳ | ۴   | ۳ª       | ۴ام  |          |
| ۹۵–۱۹۹۴ | ۳   | ۲ª بی    | ۱۹ام |          |
| ۹۶–۱۹۹۵ | ۴   | ۳ª       | دوم  |          |

| فصل       | سطح | دسته     | رتبه | کوپا‌دل‌ری |
| --------- | --- | -------- | ---- | -------- |
| ۹۷–۱۹۹۶   | ۴   | ۳ª       | ۴ام  |          |
| ۹۸–۱۹۹۷   | ۴   | ۳ª       | ۸ام  |          |
| ۹۹–۱۹۹۸   | ۴   | ۳ª       | ۳ام  |          |
| ۲۰۰۰–۱۹۹۹ | ۴   | ۳ª       | ۶ام  |          |
| ۰۱–۲۰۰۰   | ۴   | ۳ª       | ۳ام  |          |
| ۰۲–۲۰۰۱   | ۴   | ۳ª       | ۱۷ام |          |
| ۰۳–۲۰۰۲   | ۴   | ۳ª       | ۱۴ام |          |
| ۰۴–۲۰۰۳   | ۴   | ۳ª       | ۱۷ام |          |
| ۰۵–۲۰۰۴   | ۵   | ۱ª کاتا. | دوم  |          |
| ۰۶–۲۰۰۵   | ۴   | ۳ª       | ۱۳ام |          |
| ۰۷–۲۰۰۶   | ۴   | ۳ª       | ۱۴ام |          |
| ۰۸–۲۰۰۷   | ۴   | ۳ª       | ۱۱ام |          |
| ۰۹–۲۰۰۸   | ۴   | ۳ª       | ۱۱ام |          |
| ۱۰–۲۰۰۹   | ۴   | ۳ª       | ۸ام  |          |
| ۱۱–۲۰۱۰   | ۴   | ۳ª       | ۷ام  |          |
| ۱۲–۲۰۱۱   | ۴   | ۳ª       | ۱۶ام |          |
| ۱۳–۲۰۱۲   | ۴   | ۳ª       | ۳ام  |          |
| ۱۴–۲۰۱۳   | ۴   | ۳ª       | ۳ام  |          |
| ۱۵–۲۰۱۴   | ۴   | ۳ª       | ۳ام  |          |
| ۱۶–۲۰۱۵   | ۴   | ۳ª       | ۳ام  |          |

| فصل     | سطح | دسته    | رتبه      | کوپا‌دل‌ری |
| ------- | --- | ------- | --------- | -------- |
| ۱۷–۲۰۱۶ | ۴   | ۳ª      | ۱۲ام      |          |
| ۱۸–۲۰۱۷ | ۴   | ۳ª      | ۸ام       |          |
| ۱۹–۲۰۱۸ | ۴   | ۳ª      | ۶ام       |          |
| ۲۰–۲۰۱۹ | ۴   | ۳ª      | ۳ام       |          |
| ۲۱–۲۰۲۰ | ۴   | ۳ª      | اول / اول |          |
| ۲۲–۲۰۲۱ | ۴   | ۲ª RFEF |           |          |

- ۳ فصل در لا لیگا
- ۶ فصل در سگوندا دیویسیون
- ۱ فصل در سگوندا دیویسیون بی
- ۱ فصل در سگوندا دیویسیون RFEF
- ۵۷ فصل در ترسرا دیویسیون
- ۱۸ فصل در دسته‌های منطقه‌ای

## افتخارات
| افتخارات                         | افتخارات                       | افتخارات    |
| رقابت                            | قهرمانی                        | نائب‌قهرمانی |
| فوتبال                           | فوتبال                         | فوتبال      |
| -------------------------------- | ------------------------------ | ----------- |
| کوپا دل ری                       | ---                            | (۱): ۱۹۲۳   |
| ترسرا دیویسیون                   | (۲): ۶۲–۱۹۶۱، ۶۳–۱۹۶۲، ۲۱–۲۰۲۰ | ---         |
| کمپیونات د کاتالونیا (T۱)        | (۱): ۲۳–۱۹۲۲                   | ---         |
| کمپیونات د کاتالونیا بی (T۲)     | (۱): ۱۹–۱۹۱۸                   | ---         |
| کمپیونات د کاتالونیا آماتور (T۳) | (۱): ۱۸–۱۹۱۷، ۳۴–۱۹۳۳          | ---         |
| کوپا کاتالونیا                   | (۱): ۹۷–۱۹۹۶، ۹۸–۱۹۹۷، ۱۵–۲۰۱۴ | ---         |
| بسکتبال                          |                                |             |
| قهرمانی کاتالان                  | (۲): ۱۹۲۴، ۱۹۲۶                | ---         |
| فهرست کامل دستآوردهای اروپا      |                                |             |

## بازیکنان سابق
یادداشت: فهرست زیر شامل بازیکنانی است که حداقل به رکورد ۱۰۰ بازی در لیگ رسیده‌اند و/ یا بازی ملی داشته‌اند.
- روبن اپیتی
- زولتان تسیبور
- بویسون وین‌نی
- اولوجیو مارتینز
- مانوئل کروس
- ماریانو گونثالوو
- آنتونی رامایتس
- آنتونیو د لا کروث

## تاریخچه مربیان
- بوناونتورا پلاو (۱۹۲۰–۱۹۱۹)
- رالف کیربی (۱۹۲۴–۱۹۲۰)
- بوناونتورا پلاو (۱۹۲۶–۱۹۲۴)
- کارل هینلین (۱۹۲۹–۱۹۲۶)
- خوان بوردوی (۱۹۳۰–۱۹۲۹)
- کارل هینلین (۱۹۳۰)
- خوان بوردوی (۱۹۳۱–۱۹۳۰)
- کاندید مائوریسیو (۱۹۳۲–۱۹۳۱)
- آمادئو کارتس (۱۹۳۴–۱۹۳۲)
- کاندید مائوریسیو (۱۹۳۹–۱۹۳۴)
- استیو پلاو (۱۹۴۰–۱۹۳۹)
- کاندید مائوریسیو (۱۹۴۲–۱۹۴۰)
- پاکو سیفره (۱۹۴۳–۱۹۴۲)
- جوسپ مونتسررات (۱۹۴۴–۱۹۴۳)
- تئودورو ماوری (۱۹۴۶–۱۹۴۴)
- کاندید مائوریسیو (۱۹۴۷–۱۹۴۶)
- پاکو سیفره (۱۹۴۸–۱۹۴۷)
- ویسنس ساورا (۱۹۴۹–۱۹۴۸)
- خوان پلیسر (۱۹۴۹)
- کریستوفر مارتی (۱۹۵۰–۱۹۴۹)
- مانل کروز (۱۹۵۱–۱۹۵۰)
- میکل ایبارا (۱۹۵۳–۱۹۵۱)
- جوسپ ماریا بانسلس (۱۹۵۳)
- مانل کروز (۱۹۵۴–۱۹۵۳)
- فرانسسک "سیسکو" بتانکورت (۱۹۵۵–۱۹۵۴)
- پریکو سوله (۱۹۵۷–۱۹۵۵)
- بنیتو گارسیا (۱۹۵۸–۱۹۵۷)
- جولیان آرکاس (۱۹۵۸)
- مارسل دومینگو (۱۹۵۸)
- ماریو آنچیسی (۱۹۵۹–۱۹۵۸)
- خوان دپریوس (۱۹۵۹)
- میگل گوال آگوستینا (۱۹۵۹–۱۹۶۰)
- خوردی بناونت (۱۹۶۱–۱۹۶۰)
- انریک بسکوس (۱۹۶۱)
- جوسپ نونیز (۱۹۶۳–۱۹۶۱)
- خوان زامبودیو ولاسکو (۱۹۶۴–۱۹۶۳)
- نارسیس فالکو (۱۹۶۴)
- گابریل تالتاووی (۱۹۶۵–۱۹۶۴)
- لوییس سید، "کاریگا" (۱۹۶۶–۱۹۶۵)
- خوان ناوارو (۱۹۶۸–۱۹۶۶)
- جوسپ نونیز (۱۹۶۹–۱۹۶۸)
- خوان ناوارو (۱۹۷۱–۱۹۶۹)
- خواکیم کاره‌راس (۱۹۷۲–۱۹۷۱)
- کارلس فاررس (۱۹۷۲)
- جرارد گاتل (۱۹۷۲)
- آنتونی آرگیلس (۱۹۷۳–۱۹۷۲)
- پپ رینکون (۱۹۷۴–۱۹۷۳)
- فرناندو آرگیلا (۱۹۷۴)
- جرارد گاتل (۱۹۷۵–۱۹۷۴)
- لوییس مونیوز (۱۹۷۶–۱۹۷۵)
- آنتونی لاگوناس (۱۹۷۶)
- جوسپ مونفورت (۱۹۷۷–۱۹۷۶)
- آلفرد ماتامالا (۱۹۷۸–۱۹۷۷)
- توماس باریس (۱۹۷۹–۱۹۷۸)
- دیاس داگوراس (۱۹۸۰–۱۹۷۹)
- آلفرد ورا (۱۹۸۰)
- جرارد گاتل (۱۹۸۰)
- خوان ناوارو (۱۹۸۱–۱۹۸۰)
- پپ رینکون (۱۹۸۱)
- آلفرد ورا (۱۹۸۱)
- آنتونیو خسوس لوپس سیراکی (۱۹۸۱)
- والدو راموس (۱۹۸۱)
- آنتونی سلدران (۱۹۸۲–۱۹۸۱)
- خوردی سولسونا (۱۹۸۴–۱۹۸۲)
- فرناندو والورده (۱۹۸۴)
- خوردی مونتانه (۱۹۸۴)
- پاکو مارتینس بوناچرا (۱۹۸۵–۱۹۸۴)
- مانوئل رودریگس، رودری (۱۹۸۵)
- آنتونی لاگوناس (۱۹۸۶–۱۹۸۵)
- جولیا گارسیا (۱۹۸۶)
- پاو ساهون (۱۹۸۶)
- خوردی مونتانه (۱۹۸۷–۱۹۸۶)
- کارلس آنگلس (۱۹۹۰–۱۹۸۷)
- مارتی آلاودرا (۱۹۹۱–۱۹۹۰)
- خوانیتو بلاسکس (۱۹۹۱)
- رودری آرترو (۱۹۹۲–۱۹۹۱)
- کارلوس پاچکو (۱۹۹۲)
- آنتونی مونیوز (۱۹۹۳–۱۹۹۲)
- آلفونس گالاردو (۱۹۹۳)
- جوسپ ماریا روویرا (۱۹۹۵–۱۹۹۳)
- عثمان بندزو (۱۹۹۵)
- جوسپ موراتایا (۱۹۹۷–۱۹۹۵)
- تینتین مارکس (۱۹۹۸–۱۹۹۷)
- آلبرت روکا (۱۹۹۹–۱۹۹۸)
- خوان موسکوسو (۲۰۰۱–۱۹۹۹)
- آلفونسو گالاردو (۲۰۰۲–۲۰۰۱)
- میکل کورومیناس (۲۰۰۳–۲۰۰۲)
- خوان موسکوسو (۲۰۰۴–۲۰۰۳)
- جوسپ موراتایا (۲۰۰۶–۲۰۰۴)
- مانوئل مارکس روکا (۲۰۰۷–۲۰۰۶)
- خوسه آنخل والرو (۲۰۰۹–۲۰۰۷)
- پدرو دولرا (۲۰۱۵–۲۰۰۹)
- آلبرت پوچ (۲۰۱۶–۲۰۱۵)
- خوان استوا (۲۰۱۸–۲۰۱۶)
- رامون خاتلی (۲۰۱۸)
- داوید ویلاخوانا (۲۰۲۲–۲۰۱۸)
- جرارد آلبادالخو (–۲۰۲۲)

## سرود باشگاه
عنوان: اروپا، همیشه رو به جلو!

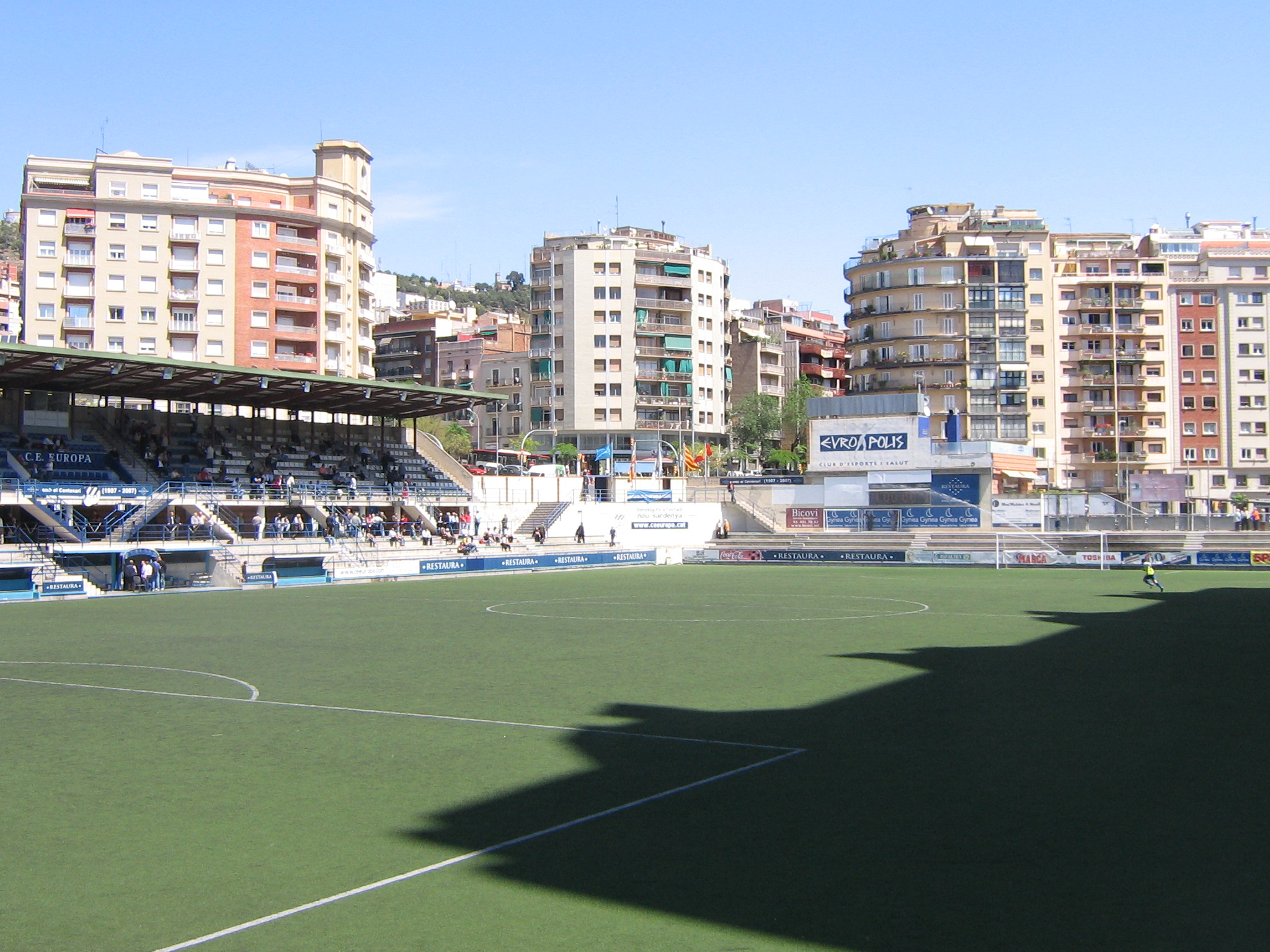
ورزشگاه نو ساردنیا

متن و موسیقی: روبرت باکرو
اروپا، اروپا، اروپا، همیشه به پیش!!

از چیزی که در مسیر است نمی‌ترسیم

آینده را باید ببریم!!
اروپا، اروپا، اروپا، همیشه به پیش!!

ایمان ما به پیروزی

هرکس را به لرزه درمی‌آورد

با افتخار آبی را می‌پوشیم

این رنگ را از اعماق قلبمان حس می‌کنیم
اروپا، اروپا، اروپا همیشه به پیش!!

ایمان ما به پیروزی

هرکس را به لرزه درمی‌آورد...

تاریخ بزرگمان را

ذره ذره بازمی‌یابیم

اروپا، اروپا، اروپا... به پیش، به پیش!!
برای شنیدن «سرود» باشگاه، کلیک کنید: سرود باشگاه

## واژه‌نامه
1. ↑  Club Esportiu Europa
2. ↑  Escapulados
3. ↑  Europeístas
4. ↑  Club Deportiu Europa
5. ↑  Catalunya Futbol Club
6. ↑  Club Deportivo Europa
7. ↑  Club Esportiu Europa
8. ↑  Madrid de Barcelona
9. ↑  Provençal
10. ↑  Athletic Sabadell
11. ↑   FC Espanya de Barcelona
12. ↑  Moscardó Trophy
13. ↑  Robert Baquero
14. ↑  
Europa, Europa, Europa sempre endavant !!
15. ↑  no tinguem por del que vindrà
16. ↑  el futur hem de guanyar !!
17. ↑  que la nostra fe en la
victòria
18. ↑  
a tothom faci vibrar
19. ↑  Portem amb orgull el blau escapulari
20. ↑  sentim els colors ben endintre del cor
21. ↑  
i que la nostra gran història
22. ↑  poc a poc poguem retrobar
23. ↑  
Europa, Europa, Europa... endavant, endavant !!